# 吹き零れる程のI、哀、愛
『吹き零れる程のI、哀、愛』（ふきこぼれるほどのアイ、あい、あい）は、2013年7月24日に発売されたクリープハイプのメジャー2枚目のオリジナルアルバム。

## 概要
前作『死ぬまで一生愛されてると思ってたよ』から1年3ヶ月ぶりに発表された。メジャー1stシングル『おやすみ泣き声～』2ndシングル『社会の窓』3rdシングル『憂、燦々』を含む。
尾崎によると、タイトルにある”I”、”哀”、”愛”の3つのアイが、自分の中でも、曲を作る上でも大事なものであると述べている。
第6回CDショップ大賞入賞作品に選ばれる。

## 収録曲

### CD
1. ラブホテル[3:51]
  - 作詞・作曲：尾崎世界観
2. あ[3:09]
  - 作詞・作曲：尾崎世界観
3. おやすみ泣き声、さよなら歌姫 [3:58]
  - 作詞・作曲：尾崎世界観

1st シングル『おやすみ泣き声、さよなら歌姫』に収録
4. 憂、燦々[4:11]
  - 作詞：尾崎世界観、小野健 / 作曲：尾崎世界観

３rd シングル『憂、燦々』に収録。資生堂アネッサ2013CMソング
5. マルコ[3:44]
  - 作詞・作曲：尾崎世界観

曲の最後に入れられている犬の鳴き声は、尾崎家の飼い犬マルコのもの。
6. 女の子 [4:17]
  - 作詞・作曲：尾崎世界観
7. 社会の窓 [3:28]
  - 作詞・作曲：尾崎世界観

2nd シングル『社会の窓』に収録。
8. NE-TAXI[2:26]
  - 作詞・作曲：尾崎世界観

廃盤になったインディーズ時代の2ndミニアルバム『When I was young, I’d listen to the radio』に収録されていた曲を新たなアレンジで再録。
9. かえるの唄[2:17]
  - 作詞・作曲：長谷川カオナシ
10. さっきはごめんね、ありがとう[3:26]
  - 作詞・作曲：尾崎世界観

マネージャーの結婚式のために作った歌。
11. シーン33「ある個室」[0:56]
  - 俳優・池松壮亮による、映画「自分のことばかりで情けなくなるよ」中のモノローグ
12. 傷つける[5:48]
  - 作詞・作曲：尾崎世界観

３rdシングル『憂、燦々』に収録されているアコースティックバ−ジョンとはちがう、バンドバージョンが収録されている。
元々は2012年5月25日 ‐ 6月3日から青山円形劇場にて上演された舞台『リリオム』の主題歌として書き下ろされた[3][4]。
13. 自分の事ばかりで情けなくなるよ(5:32)
  - 作詞・作曲：尾崎世界観

初回盤のみ収録のボーナストラック。ヴァイオリンをカオナシが弾いている。

### DVD(初回限定版のみ）
1. おやすみ泣き声、さよなら歌姫 -MUSIC VIDEO-
2. 社会の窓 (オリジナル・バージョン) -MUSIC VIDEO-
3. 憂、燦々 (オリジナル・バージョン) -MUSIC VIDEO-
4. シリーズを未来へ繋ぐ企画映像「予告篇」

## レコーディングメンバー
- 尾崎世界観 / ボーカル・ギター
- 小川幸慈 / ギター
- 長谷川カオナシ / ベース・ヴァイオリン・ボーカル
- 小泉拓 / ドラムス